# Dobiesław (gromada)
Dobiesław – dawna gromada, czyli najmniejsza jednostka podziału terytorialnego Polskiej Rzeczypospolitej Ludowej w latach 1954–1972.
Gromady, z gromadzkimi radami narodowymi (GRN) jako organami władzy najniższego stopnia na wsi, funkcjonowały od reformy reorganizującej administrację wiejską przeprowadzonej jesienią 1954 do momentu ich zniesienia z dniem 1 stycznia 1973, tym samym wypierając organizację gminną w latach 1954–1972.
Gromadę Dobiesław z siedzibą GRN w Dobiesławiu utworzono – jako jedną z 8759 gromad na obszarze Polski – w powiecie sławieńskim w woj. koszalińskim na mocy uchwały nr 43/54 WRN w Koszalinie z dnia 5 października 1954. W skład jednostki weszły obszary dotychczasowych gromad Dobiesław, Boryszewo i Gleźnowo ze zniesionej gminy Dobiesław oraz obszar dotychczasowej gromady Wiekowice ze zniesionej gminy Sieciemin w tymże powiecie. Dla gromady ustalono 17 członków gromadzkiej rady narodowej.
31 grudnia 1968 gromadę Dobiesław zniesiono, a jej obszar włączono do gromady Jeżyczki w tymże powiecie.